# Hruszauka
Hruszauka (biał. Грушаўка; ros. Грушевка, Gruszewka) – stacja mińskiego metra położona na linii Moskiewskiej, otwarta została 7 listopada 2012 roku.
Stacja znajduje się na skrzyżowaniu alei Dzierżyńskiego i ulicy Shchorsa, w centrum dzielnicy Grushevka (Rejon Moskiewski), skąd ma nazwę.
Architektem stacji z Vlostaładimir Telepnev. Hruszauka jest 12. stacją moskiewskiej linii mińskiego metra.